# Фукурю-мару
Фукурю-мару номер 5 (яп. 第五福龍丸 [дай-го́ фукурю̄-мару], рус. «Счастливый дракон») — японская рыболовецкая шхуна, оказавшаяся 1 марта 1954 года в районе испытания американской водородной бомбы «Касл Браво» на атолле Бикини.
Экипаж судна получил дозу радиации и в последующие несколько недель страдал от лучевой болезни. Единственным членом экипажа, скончавшимся через семь месяцев, 23 сентября 1954 года, был радист Айкити Кубояма. Он умер от цирроза печени, осложнённого инфекцией гепатита С. Во время лечения от лучевой болезни, при переливании крови, экипаж случайно заразили гепатитом С. Кубояма считается первой жертвой водородной бомбы и испытания «Касл Браво».

## История создания и последнее плавание

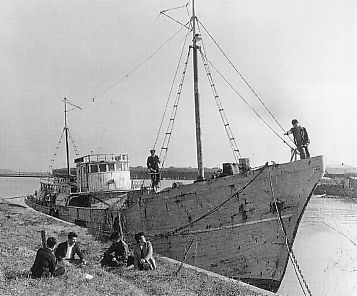
Дайго Фукурю-мару в начале 1950-х, ещё до происшествия

Построенное в марте 1947 года и спущенное на воду в городе Коза префектуры Вакаяма, судно сначала называлось Котосиро-мару номер 7 (яп. 第七事代丸, [дайнана котосиро-мару]). Под именем Котойо-мару номер 7 это малое судно было приписано к рыболовецкому порту Мисаки префектуры Канагава.
Позднее его переоснастили для ловли тунца. В 1953 году судно под новым именем Дайго Фукурю-мару, что означает «счастливый дракон номер 5» или «пятый счастливый дракон», отправилось в порт Яидзу префектуры Сидзуока.
Под новым именем, Счастливый дракон номер 5, судно пять раз выходило в океан. Его последний пятый рейс начался 22 января 1954 года и закончился 14 марта того же года. Изначально предполагалось, что судно отправится на лов рыбы в район атолла Мидуэй. Однако когда экипаж потерял большую часть своего трала в море, судно изменило курс к югу, недалеко от Маршалловых островов, где и столкнулось с последствиями ядерного испытания на атолле Бикини.
Сохранилась карта маршрута судна до и после взрыва. По данным карты, на 1 марта судно находилось очень близко к границе «опасной зоны уведомления», обозначенной в документе, который ВМС США опубликовало 10 октября 1953 года. После 1 марта, судно взяло практически прямой курс обратно в родной порт Яидзу. Курс был проложен по той же широте, где находится остров Уэйк. Судно прибыло в порт Яидзу 14 марта.
Источник карты не указывает, как она была создана, то есть не указывает, что при создании карты использовался судовой журнал, и не предоставляет навигационные расчёты по показаниям компаса и секстанта. Поэтому точное положение судна в день взрыва остаётся неопределённым. Поздние источники дают цифру «80 миль (128,8 км) к востоку от атолла Бикини» без указания метода, с помощью которого было вычислено расстояние. Согласно публикации Марты Смит-Норрис от 1997 года, корабль оперировал понятием «14 миль» за пределами 57 тысяч квадратных миль «опасной зоны», и не был обнаружен радаром или самолётом-разведчиком.

## События вокруг даты 1 марта 1954 года

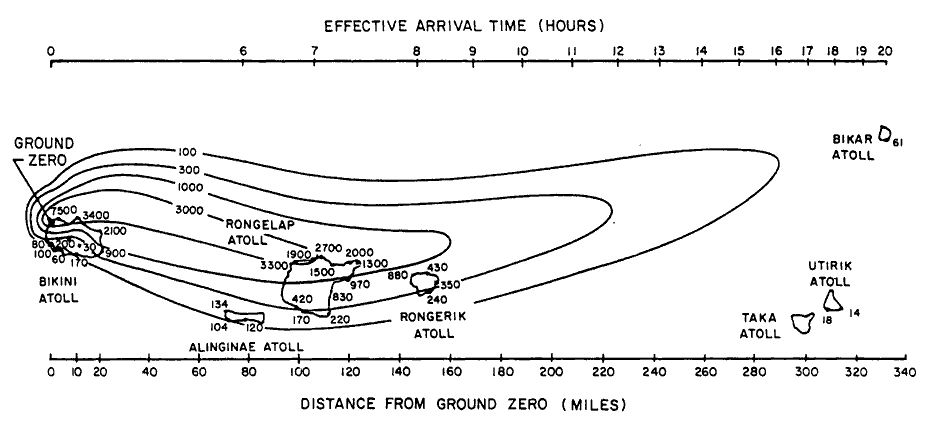
Шлейф радиоактивных осадков и распространение опасного уровня радиации над площадью свыше 160 км, в том числе и над обитаемыми островами, после испытания «Браво». Контурные линии показывают суммарную дозу излучения в рентгенах (Р) в течение первых 96 часов после испытания

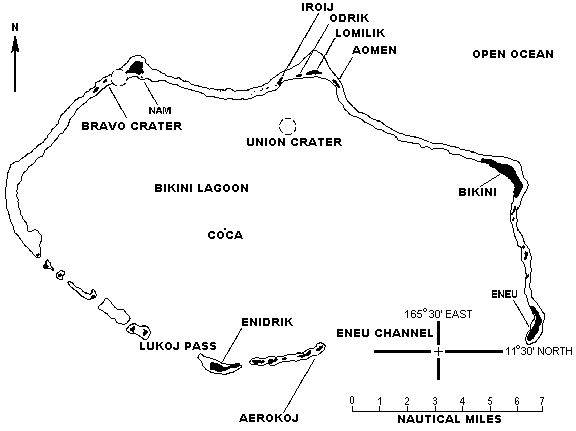
Атолл Бикини и кратер «Браво» на северо-западном его конце

Существует карта загрязнения территории района проведения испытания «Браво». Красным цветом на этой карте показаны места, где была поймана заражённая рыба или где было установлено, что море является чрезмерно радиоактивным. Жёлтым квадратом выделена первоначальная «опасная зона» вокруг атолла Бикини, обозначенная правительством США. Позже эту «опасную зону» расширили. На карте также показано положение рыболовецкого судна «Счастливый Дракон», которое попало в расширенную «опасную зону». Буквами NE, EC, and SE обозначены экваториальные течения.
«Дайго Фукурю-мару» попал под воздействие радиации от ядерного испытания Кастл Браво, которое проводилось США на атолле Бикини, вблизи Маршалловых островов 1 марта 1954 года. Когда проводилось испытание, Дайго Фукурю-мару ловил рыбу вне «опасной зоны», которую правительство США объявило заранее. Однако испытания оказались в два раза мощнее, чем предполагалось, и благодаря изменению погодных условий радиоактивное заражение, в виде мелкой золы, разносилось за пределы опасной зоны. В этот день небо на западе осветилось, как во время заката. Спустя семь минут раздался звук взрыва, после чего, спустя два часа, корабль накрыло радиоактивным загрязнением. Рыбаки осознавали опасность и попытались уйти из этого района, но им требовалось время, чтобы извлечь рыболовные снасти, подвергая себя воздействию радиоактивных осадков в течение нескольких часов.
Радиоактивные осадки в виде мелких белых хлопьев — кальцинированных остатков острова Бикини, состоящего из кораллов, поглотивших высокорадиоактивные продукты распада, падали на корабль в течение трёх часов. Рыбаки собирали их в мешки голыми руками. Рыбак Матасичи Оиси рассказывал, что лизнул эту пыль и описал её, как песок без вкуса. Пыль прилипала к поверхностям, телам и волосам. После появления симптомов лучевой болезни рыбаки назвали её смертельный пепел (яп. 死の灰, [ши но гай]).

## События после возвращения в порт Яидзу

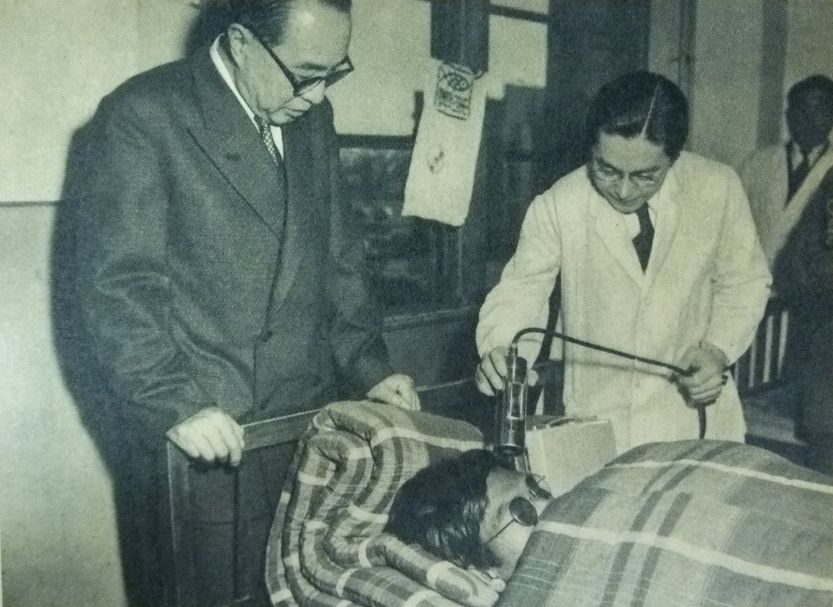
Медики оценивают уровень радиации члена экипажа с помощью счётчика Гейгера, 31 марта 1954 года.

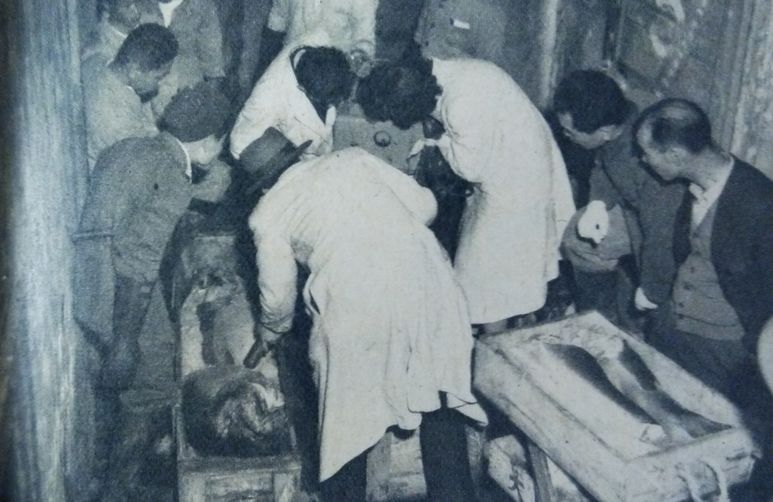
Осмотр тунца счётчиком Гейгера перед отправкой на рынок, 31 марта 1954 года

Японский биофизик Ясуси Нисиваки прибыл из Осаки в Яидзу, чтобы осмотреть экипаж и судно. Он быстро пришёл к выводу, что они подверглись воздействию радиоактивных осадков, и написал письмо главе комиссии по атомной энергии США (КАЭ) с просьбой предоставить дополнительную информацию о том, как обращаться с экипажем. У членов экипажа были диагностированы: тошнота, головная боль, ожоги, резь в глазах, кровоточивость дёсен, и другие симптомы, характерные для лучевой болезни. 23 сентября скончался радист Айкити Кубояма, ему было 40 лет. Перед смертью он сказал: «Молюсь, чтобы я стал последней жертвой атомной или водородной бомбы». США не ответили ни на письмо Нисиваки, ни на письма других японских учёных, требующих информации и помощи, однако направили в Японию двух учёных-медиков для изучения последствий выпадения радиоактивных осадков на экипаж судна и для оказания помощи их лечащим врачам.

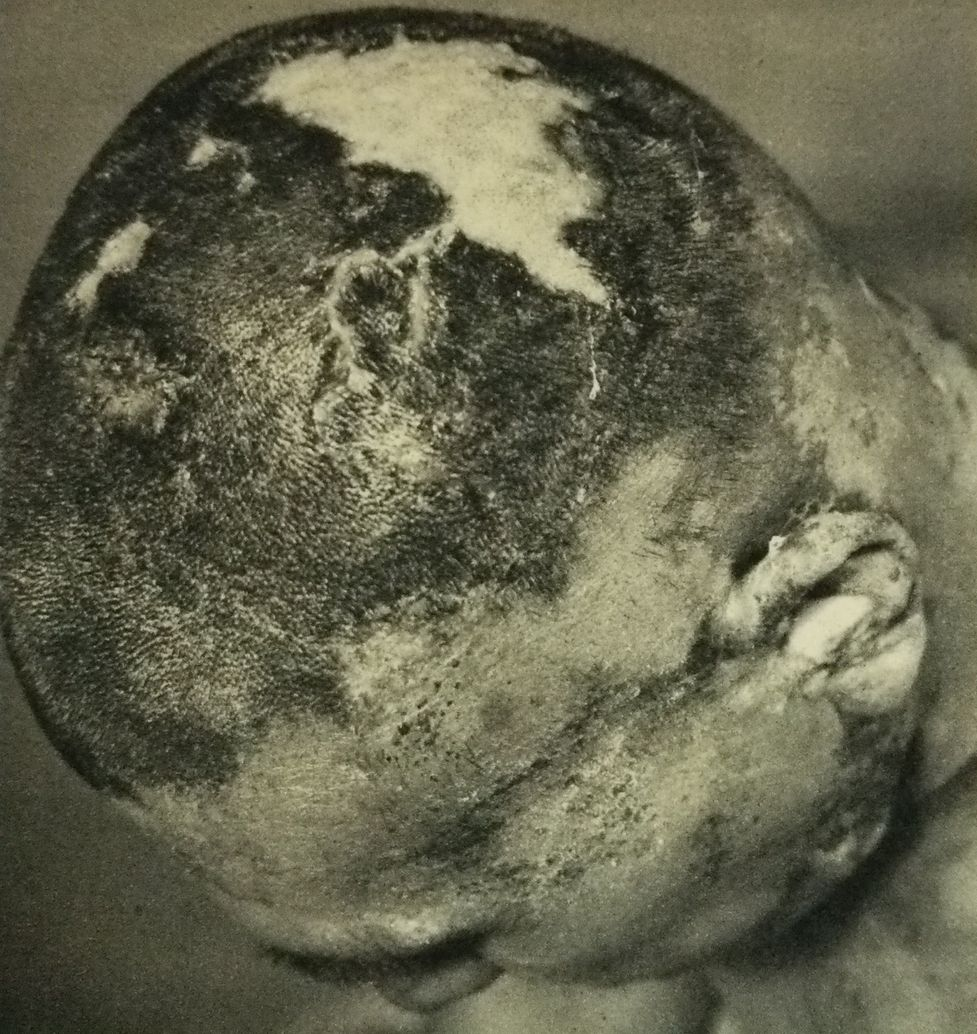
Лысая голова одного из членов экипажа 7 апреля 1954 года, обращает на себя внимание ожог и общее обесцвечивание кожи

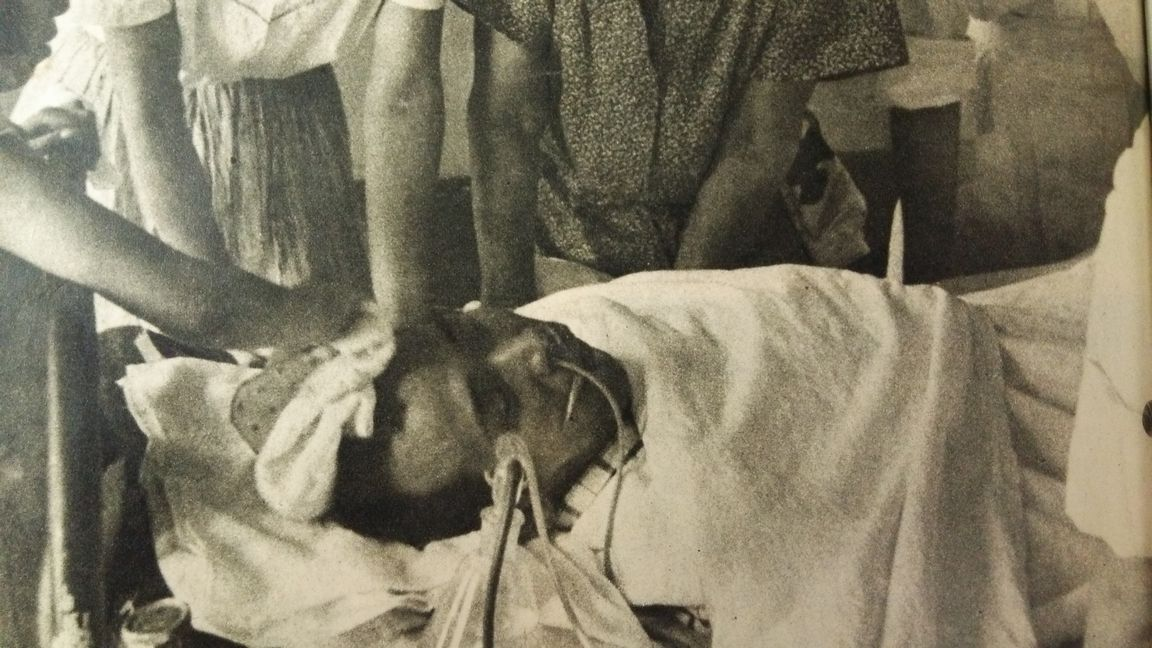
Айкити Кубояма 15 сентября 1954 года

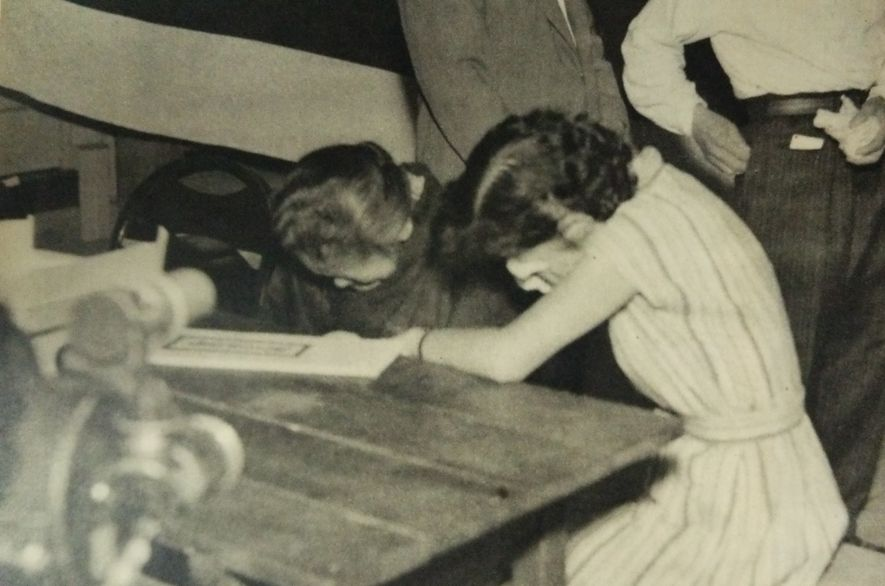
Скорбящая семья Айкити

Правительство США отказалось раскрыть состав радиоактивных осадков в интересах «национальной безопасности», потому что из отношения числа радиоактивных изотопов — а конкретно процента изотопа урана-237 — при помощи радиохимического анализа могла быть раскрыта конструкция устройства «Браво». Например, Джозеф Ротблат мог вычислить характер термоядерного устройства, изучая соотношение изотопов, присутствующих в радиоактивных выбросах. В 1954 году американцы полагали, что проект создания водородной бомбы Советским Союзом не был успешным, и такая информация могла бы помочь в их разработке термоядерного оружия. Льюис Штраус, глава КАЭ, выступил с серией опровержений, в которых предположил, что повреждения органов у рыбаков были вызваны не радиацией, а химическим воздействием негашёной извести, которая образовалась при кальцинации кораллов, когда рыбаки находились в опасной зоне, о чём он доложил пресс-секретарю президента Эйзенхауэра, что возможно, «Счастливый Дракон номер 5» был «красным шпионским нарядом» под командованием советских агентов, намеренно разоблачивших экипаж корабля, чтобы поставить США в неловкое положение и получить разведданные на месте проведения испытания «Браво».
Позднее Соединённые Штаты расширили опасную зону и выяснилось, что в дополнение к «Дайго Фукурю-мару», многие другие рыбацкие шхуны были в то время в расширенной опасной зоне. По приблизительным оценкам, в результате испытаний «Браво» около ста рыбацких лодок в той или иной степени были загрязнены радиоактивными осадками. Несмотря на опровержения Льюиса Штраусса о количестве загрязнённой радиацией рыбы, пойманной «Дайго Фукурю-Мару» и другими рыболовецкими судами, FDA ввели жёсткие ограничения на импорт тунца.
Сначала США утверждали, что степень загрязнения «Счастливого дракона номер 5» в результате испытания была незначительной. Вдове и детям Кубоямы США заплатили в иенах сумму, эквивалентную $2800 (около $25000 в 2017 году). Трагедия «Дайго Фукурю-мару» привела к усилению антиядерного движения в Японии, основанного на страхе, что заражённая рыба появилась на рынках. Правительства Японии и США договорились о компенсационном урегулировании, с передачей Японии компенсации в размере $15,3 млн, из которых рыбный промысел получил компенсацию в размере $2 млн, при этом каждый из выживших членов экипажа получил около ¥ 2 млн, ($5550 в 1954, $49500 в 2017 году). Японское правительство подтвердило, что не будет добиваться дальнейших компенсаций от правительства США. Было также решено, что жертвам не будет присваиваться статус «хибакуся».

## Наследие

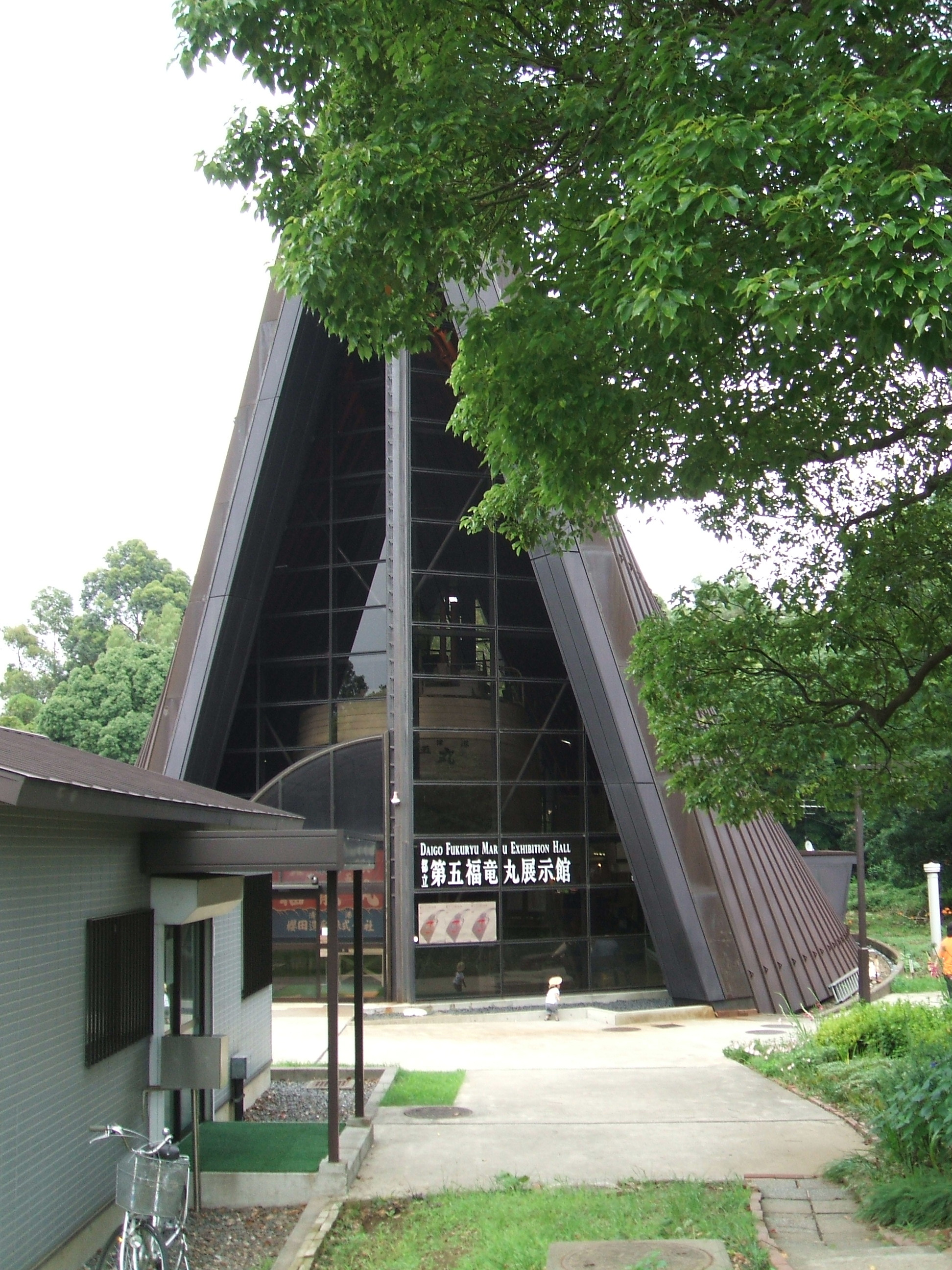
Судно, выставленное в музее, в 2007 году

«Дайго Фукурю-мару» был признан безопасным для общественности и законсервирован в 1976 году. Его экспонируют в токийском выставочном зале — Tokyo Metropolitan Daigo Fukuryū.
В 1956 году Аркадий Стругацкий по инициативе журналиста Льва Петрова опубликовал документальную повесть «Пепел Бикини», которая в 1958 году вышла отдельной книгой. В 1959 году режиссёром Канэто Синдо был снят фильм «Счастливый дракон № 5», посвящённый трагедии «Фукурю-мару».
Матасити Оиси, который, как и остальные члены экипажа «Фукурю-мару», страдал от острой лучевой болезни и провёл несколько месяцев в больнице, затем переехал в Токио и открыл прачечную, в которой проработал пятьдесят лет. Его первый ребёнок родился мёртвым, а у него самого впоследстии развился рак печени. Он написал несколько книг и стал сторонником ядерного разоружения. Он выступал за установку мемориальной доски «радиоактивному тунцу» на рыбном рынке Цукидзи в память об уничтожении в этом месте улова Фукурю-мару, и в 1999 году её установили.

## Реакция в прессе
В новостных публикациях по этому поводу утверждалось, что Япония «опять» пострадала от ядерных взрывов, произведённых США, намекая, что в первый раз Япония пострадала от американских ядерных взрывов при ядерной бомбардировке городов Хиросима и Нагасаки.